# 鄭少英
鄭少英（1979年1月6日—），韓國女演員。1999年MBC第28期公開選拔演員。

## 演出作品

### 電視劇
- 2000年：MBC《愛的時候》飾演 宋荷英
- 2001年：MBC《洪國榮》飾演 汝玉
- 2002年：SBS《野人時代》飾演 朴仁愛
- 2004年：SBS《張吉山》飾演 李寶嫻
- 2004年：MBC《紅豆麵包》飾演 洪惠珍
- 2005年：SBS《流行70》（客串）
- 2005年：SBS《露露公主》飾演 金尤美
- 2005年：KBS《生活如歌》飾演 劉Sunny
- 2006年：MBC《真的真的喜歡你》飾演 高智秀
- 2006年：KBS《葡萄園裏的那男子》飾演 姜秀珍
- 2007年：SBS《錢的戰爭番外篇》飾演 姜惠媛
- 2007年：KBS《單元劇-天的戀人》飾演 惠恩
- 2008年：MBC《伊甸園之東》飾演 閔慧蓮
- 2008年：KBS《妻子和女人》
- 2010年：MBC《Road No. 1》（客串）
- 2011年：MBC《階伯》飾演 明珠
- 2013年：MBC QueeN《美甲店Paris》
- 2013年：OCN《特殊案件專案組TEN 2》
- 2013年：MBC《愛能給別人嗎》飾演 敏英（客串）
- 2014年：OCN《能看見鬼的警察處容》飾演 姜敏秀
- 2014年：OCN《神的測驗4》飾演 崔書妍
- 2014年：KBS《懲毖錄》飾演 柳成龍之妻張氏
- 2017年：KBS《我的黃金光輝人生》飾演 鮮于希
- 2018年：tvN《Sketch》飾演 金善美
- 2018年：KBS《愛到最後》飾演 尹正彬
- 2019年：KBS《為何那樣，奉尚先生》飾演 羅愛心
- 2019年：KBS《只走花路吧》飾演 南智英
- 2021年：MBC《成為飯吧》飾演 金智善（照片出演）
- 2021年：TVING《來魔女食堂吧》飾演 蓮玉
- 2022年：MBC《魔女的遊戲》飾演 車容淑（特別出演）
- 2023年：KBS《真的出現了！》飾演 鮮于希
- 2024年：MBC《親切的善珠》飾演 青年韓滿恩（特別出演）

### 電影
- 2004年：《A Wacky Switch》（又譯：丟開不管）
- 2008年：《爸爸，Mary和我》（客串）
- 2016年：《沒有愛》

### MV
- 2005年：M TO M《三個字》（與金興銖、河錫辰）
- 2006年：SG Wannabe《我的人》（與金烔完、金正旭）
- 2006年：SG Wannabe《漫步》（與金烔完、金正旭）
- 2007年：FTIsland《雷》
- 2007年：FTIsland《獨自一人》
- 2008年：SeeYa《討厭》（與金男珍）
- 2013年：SPEED《悲傷約定》（與朴寶英、池昌旭、河錫鎮、孫娜恩、金英浩、崔智妍）

## 得獎經歷
- 1999年：《hetezennumoderu》大會對象

## 腳註
1. ↑  .   [2014-04-18]. （原始内容存档于2016-03-04）.